# Mesterholdenes Europa Cup i håndbold 1956-57 (mænd)
Mesterholdenes Europa Cup i håndbold 1956-57 var den første udgave af Mesterholdenes Europa Cup i håndbold for mænd. Turneringen havde deltagelse af 12 udvalgte byhold, dvs. ikke deciderede klubhold, og blev vundet af Prag, som i finalen i Paris besejrede Örebro med 21-13.

## Resultater

### 1/16-finaler
| Dato | Hjemmehold | Udehold          | Res  |
| ---- | ---------- | ---------------- | ---- |
| ?    | Luzern     | Esch-sur-Alzette | 15–9 |

### 1/8-finaler
| Dato | Hjemmehold | Udehold   | Res   |
| ---- | ---------- | --------- | ----- |
| ?    | Bucuresti  | Beograd   | 13–12 |
| ?    | Hassloch   | Luzern    | 27–8  |
| ?    | Paris      | Barcelona | 18–14 |

### Kvartfinaler
| Dato | Hjemmehold | Udehold   | Res   |
| ---- | ---------- | --------- | ----- |
| ?    | Prag       | Bucuresti | 24–19 |
| ?    | København  | Katowice  | 22–12 |
| ?    | Paris      | Hassloch  | 18–15 |
| ?    | Örebro     | Berlin    | 15–12 |

### Semifinaler
| Dato | Hjemmehold | Udehold   | Res   |
| ---- | ---------- | --------- | ----- |
| ?    | Prag       | København | 25–18 |
| ?    | Örebro     | Paris     | 30–17 |

### Finale
Finalen blev spillet i Paris, Frankrig.
| Dato | Hjemmehold | Udehold | Res   |
| ---- | ---------- | ------- | ----- |
| 9.3. | Prag       | Örebro  | 21–13 |